# Torneio dos Campeões do Norte–Nordeste
O Torneio dos Campeões do Norte–Nordeste foi uma competição amistosa de futebol realizada entre equipes do Norte e Nordeste do Brasil, em 1951 e 1952. Foi uma ampliação do Torneio dos Campeões do Nordeste, realizado na capital pernambucana, em 1948. A organização e promoção foi feita pelo Náutico, não tendo chancela da CBD, embora exista interesse atual do clube recifense em um reconhecimento da CBF.

## Campeões
| Ano  | Campeão  | Vice-campeão | Terceiro lugar | Quarto lugar |
| ---- | -------- | ------------ | -------------- | ------------ |
| 1951 | Ypiranga | Remo         | Náutico        | ABC          |
| 1952 | Náutico  | Tuna Luso    | Ypiranga       | América      |